# Eregion
Eregion es un lugar ficticio perteneciente al legendarium del escritor británico J. R. R. Tolkien. Fue un reino de elfos Noldor en el este de Eriador durante la Segunda Edad, ubicado cerca de la puerta oeste de Khazad-dûm, debajo de la sombra de las Montañas Nubladas. Su capital fue Ost-in-Edhil (que significa Fortaleza de Elfos), establecida por los Noldor en el año 750 S.E, ubicada cerca de la unión de los ríos Glanduin y Sirannon. Los elfos construyeron un camino para conectar la ciudad con la puerta este de Khazad-dûm. Fue famosa por sus árboles de acebo, que le dieron su nombre en Oestron: Hollin, traducido en las ediciones en español como Acebeda.

## Historia
Eregion fue poblada por los Noldor, y por un tiempo fue reinado por Galadriel y Celeborn, antes de irse a Lórinand, en el otro extremo de las Montañas Nubladas. Los Elfos de Eregion vivieron en armonía con los enanos del reino de Khazad-dûm, creando una buena ruta de comercio entre los dos reinos, facilitado por el camino élfico. Después de que Galadriel y Celeborn dejaran el reino, Eregion fue gobernada por Celebrimbor, nieto de Fëanor. 
Celebrimbor fundó una poderosa hermandad de herreros elfos en Eregion llamada Gwaith-i-Mírdain. Poco después, en el año 1200 S.E. llegó a Eregion un misterioso herrero, que había sido supuestamente enviado desde Valinor por el vala Aulë. Este se presentó como Annatar, Señor de los Dones, quien resultó ser en realidad Sauron intentando de nuevo dominar a los Elfos. No obstante, no fue aceptado en Lindon, ya que Gil-galad, Elrond y Círdan desconfiaban de él. En cambio, sí fue aceptado en Eregion, dado que Celebrimbor ansiaba un mayor conocimiento en el arte de la herrería, para poder así superar a su abuelo Fëanor en cuanto a su habilidad en la forja de joyas y armas.

## Los anillos de poder
Con la sabiduría de los Mírdain y de Annatar se crearon muchos anillos, de los cuales veinte fueron los más importantes. El objetivo de los Mírdain con la creación de los anillos era el de preservar la naturaleza y curarla de las heridas causadas por Melkor. El objetivo de Sauron, en cambio, era muy distinto, y era el de someter a los Noldor, quienes fueran los Elfos más poderosos en la Tierra Media. 

### Los tres anillos de los Elfos
Celebrimbor forjó en secreto los Tres Anillos Élficos, creados con el fin de preservar y embellecer toda la vida de la Tierra Media. Funcionaban de la misma forma que lo hacía el Anillo Único, otorgando poder a su portador según su estatus, y estando su destino ligado al de su creador. Aun así, debido a su atadura hacia el poder del Anillo Único, fueron capaces de conservar su poder aún después de la muerte de Celebrimbor.
- Vilya, el Anillo Azul, portado inicialmente por Gil-Galad y posteriormente por Elrond. Se dice que podía embellecer el lugar donde habitaba su portador, y era capaz de curar las heridas causadas por el mal en la Tierra Media. Este anillo otorgaba a su portador el don de los poderes curativos. Esto explica cómo Elrond fue capaz de curar a Frodo de la herida infligida por el Rey Brujo con la daga de Morgul.

- Nenya, el Anillo Blanco, portado por Galadriel. Era capaz de preservar las cosas de forma inmaculada, sin mancha ni deterioro. Su poder era tal, que se dice que el tiempo no transcurría de la misma forma en Lothlórien que en el resto de la Tierra Media, y que con él Galadriel tenía el poder de enterarse de eventos lejanos, y de protegerse de las fuerzas de Sauron. Solo Sauron en persona, portando el Anillo Único, podría traspasar su poder.

- Narya, el Anillo Rojo. Su poder era el de encender los corazones, inspirando valor a los Pueblos Libres en su lucha contra Sauron, para que así llevaran a cabo proezas más allá de lo que ellos mismos pudieran creer. Era portado por Círdan, el Carpintero de Barcos, quien se lo cedió a Gandalf después de su llegada a la Tierra Media. Su mayor ejemplo de uso fue cuando Gandalf liberó al rey Théoden de la senilidad prematura que lo había acogido, y lo lleva incluso a cabalgar en ayuda de Minas Tirith.

### El Anillo Único
Sauron dejó Eregion, dirigiéndose a Mordor para forjar el Anillo Único. Luego, regresó para atar al Único los anillos restantes. El Anillo Único contenía la mayor parte del poder de Sauron, y su destino estaba atado al de él. 

La inscripción del Anillo Único, que corresponde a los versos en negrita.

«Tres Anillos para los Reyes Elfos bajo el cielo.
Siete para los Señores Enanos en palacios de piedra.
Nueve para los Hombres Mortales condenados a morir.
Uno para el Señor Oscuro, sobre el trono oscuro
en la Tierra de Mordor donde se extienden las Sombras.
Un Anillo para gobernarlos a todos. Un Anillo para encontrarlos,
un Anillo para atraerlos a todos y atarlos en las tinieblas
en la Tierra de Mordor donde se extienden las Sombras».
J. R. R. Tolkien, El Señor de los Anillos

## Caída de Eregion
Cuando Sauron fue desenmascarado y los Elfos trataron de ocultar los anillos, Celebrimbor se dirigió a Lórinand, donde se encontraba la dama Galadriel, y posteriormente a Lindon, donde habitaba Gil-galad, para entregarles los Tres Anillos de los Elfos.

### La marcha de Sauron sobreCalenardhon
Sauron, al enterarse de la existencia de los anillos creados por Celebrimbor, enfureció. Fue entonces cuando se mostró tal y como verdaderamente era, y tras pronunciar la inscripción grabada en el Anillo Único, habiendo declarado así abiertamente la guerra a la Tierra Media, avanzó con sus grandes ejércitos sobre Calenardhon, territorio que formaría parte del reino de Gondor y luego de las tierras que serían otorgadas por el senescal Cirion a Eorl, y que se transformarían en el reino de Rohan.
Al enterarse de lo sucedido, Gil-galad envió un ejército de elfos bajo el mando de Elrond en ayuda de Celebrimbor.
Cuando las huestes de Sauron se acercaron a Lórinand, Celeborn ordenó la salida de los batallones de Elfos Sindar y Elfos Silvanos. Una batalla se libró allí, posiblemente en las tierras entre las futuras fortalezas de El Sagrario y el Abismo de Helm, donde los elfos consiguieron rechazar al enemigo temporalmente. No obstante, pese a que las fuerzas de elfos de Lórinand incluso se unieron a las de Elrond, no pudieron detener su avance, pues las fuerzas enemigas eran muy numerosas, y estas penetraron finalmente en Eregion a través del paso de Rohan.

### La toma deOst-in-Edhil
Tras haber rodeado y penetrado en Eregion por el sur, las fuerzas de Sauron fueron avanzando hacia el norte, manteniéndose alejadas de Khazad-dûm por miedo a ser atacadas por los enanos. 
Las fuerzas de Celebrimbor no podían derrotarlas, ya que el enemigo era muy numeroso y gran parte de la población había huido y se había unido al ejército de Elrond en el norte. Celebrimbor, desesperado, no podía parar el avance de las fuerzas de Mordor. Cuando Sauron llegó a Ost-in-Edhil, la capital de Eregion, se enfrentó a una gran resistencia, pero esta no fue suficiente y Sauron logró atacar la gran casa de los Mírdain, donde se habían atrincherado Celebrimbor y los supervivientes.
Celebrimbor trató de expulsar a Sauron, pero no lo logró, y, finalmente, quedó solo en la casa. Sauron lo torturó, con la intención de que le confesara dónde se encontraban los Tres Anillos de los Elfos, pero Celebrimbor se mantuvo firme.
Finalmente y tras grandes torturas, Celebrimbor dio a Sauron la ubicación de los Siete Anillos de los Enanos, pero no así la de los Tres Anillos de los Elfos, aquellos que fueran los más poderosos después del Único. Además, estos anillos habían sido forjados por Celebrimbor sin la ayuda de Sauron, por lo que su poder no podía dominarlos, y aunque el poder de los Tres Anillos estaba ligado al Único, no se veían afectados por su mal. Sauron, enfurecido, mató a Celebrimbor y usó su cadáver como estandarte durante la guerra. Y aunque Sauron no pudo averiguar el paradero de los anillos élficos, supuso que los Tres habrían sido confiados a los grandes señores de los elfos, que en ese entonces eran Galadriel, Círdan y Gil-galad.
Después de la destrucción de Eregion, los supervivientes marcharon a Lindon, Lórinand y al refugio de Imladris. En la Tercera Edad, Eregion se encontraba desierta, conteniendo muchas de las ruinas de los Elfos que una vez vivieron allí.
En Eregion también se crearon las variaciones élficas de las runas, que, con el tiempo, fueron olvidadas. Personalidades de la Tierra Media utilizaban las runas élficas como lacres de sus cartas o símbolos heráldicos. También en Arnor, nación Númenóreana de la Segunda Edad, se utilizaban las runas como alfabeto oficial, y todos los dúnedain, descendientes del linaje de Isildur, estaban obligados a conocerlas.